# 立花直次
立花直次（日语：／ Tachibana Naotsugu，1573年1月4日—1617年8月20日），又名高橋統增（日语：／ Takahashi Munemasu），日本戰國時代、江戶時代前期的武將。九州筑後三池藩之祖。高橋紹運次子、立花宗茂之弟，母為宋雲院。妻為筑紫廣門之女加禰姬，子有繼承三池藩的立花種次、次男立花種吉、三男立花種俊，四男為繼承立花氏宗家的立花忠茂、五男立花種元，另有一女。
幼名千若丸，通稱少輔太郎、彌七郎，元服後取名統增、宗一、重種、直次，後改姓立花。號宗卜道伯（白）。官稱主膳正、民部少輔。

## 生涯

### 出生
統增作為高橋紹運的次男生於九州筑前岩屋城。統增於成長過程同父兄一般，繼承其寡默的個性，並逐漸成為兄長信賴的親族。
統增之兄統虎（立花宗茂）自從天正9年（1581年）成為立花道雪的養子後，統增成為了高橋家的繼承人。

### 早期經歷
天正13年（1585年）9月13日筑紫廣門趁著立花道雪於筑後遠征新死之際出兵奪下了尚年幼的統增所鎮守的寶滿城，他於入夜後先以千手喜雲率3百人以和尚之姿入侵寶滿山，俘虜了當地僧人問路後並於城中放火，然後再派家臣島田武藏於和久堂城、村山近江守於柴田城出陣，14歲的統增此時和母親宋雲院躲入城邊的神樂堂中，高橋家臣伊藤源右衛門和花田加右衛門此時出擊抵抗，遭到了猛烈的攻擊而退卻。
最後高橋軍在家老屋山種速從岩屋城來的援軍奮戰下護送了宋雲院和統增至岩屋城，而寶滿城則被廣門攻下。
此時豐臣秀吉在本能寺事變後迅速提高地位成為關白，大友宗麟見自家衰落而向秀吉臣服並希望能援救被島津家攻擊的自家。筑紫廣門此時風聞秀吉的九州征伐計畫，遂決定脫離長年盟友秋月家而早一步離反島津家，並想以紹運之子統增娶廣門之女的方式和紹運談和，因為紹運之妻和廣門之妻是姊妹，兩家皆由衷希望同盟，紹運便以歸還寶滿城以及交換雙方家老、中老之子為人質答應這項和議，而紹運會答應的原因，無非不是因為多了一道防衛島津家的戰線。天正14年（1586年）2月，統增和廣門之女加禰姬（龍子）因此結婚。(但有一說在九州征伐後，因筑紫與高橋兩家已無利害關係而離婚。但往後統增亦迎娶了廣門的次女為繼室。)
同年7月，在長年與高橋家敵對的秋月種實數度請求下，島津家無視豐臣秀吉的停戰命令繼續逐漸侵攻北九州，6日，筑紫廣門在居城幾度抗戰下不敵，降服後被島津家幽禁。此時紹運為了對抗島津軍而將主力聚集於岩屋城，寶滿城則留下統增夫婦和早先留至此城的筑紫家臣約6百人，筑紫家臣聽聞家主廣門成為俘虜，計畫著想獻出寶滿城來交換廣門安全的行動，紹運的與力吉野源內查知後快馬回報紹運，紹運對此以家臣北原種興（進士兵衛）和陣野九郎兵衛、中島采女等24人和3百兵力前往監視寶滿城，才令不穩的情勢控制下來。
然而島津軍逼近之時又令筑紫家臣緊張起來，紹運因此更加擔憂生亂，派遣了伊藤源右衛門、伊藤外記、三原右馬助、杉山山城、今村五郎兵衛、有馬伊賀數十名武士和警護兵2百人打算迎統增暫時進岩屋城，此時筑紫家臣深怕失去保存家運條件的統增夫妻，因而將統增夫妻監禁，此時伊藤源右衛門也為了這延續高橋家重要的繼承人而率兵突入城中，壓制了筑紫興門、筑紫良甫、帆足善右衛門等筑紫家臣，將統增夫妻無事救出帶回岩屋城。
之後紹運又令統增和家臣60餘人以及2千士兵留守寶滿城，與763名烈士抵抗了島津五萬大軍半個月並給予極大損害後壯烈玉碎全員身亡。
7月28日，島津軍逼近寶滿城並進行投降勸告，高橋家臣與筑紫家臣議論後，提出要求保障統增夫妻與其母・宋雲能夠安全送至立花山城為條件才開城。島津軍雖然答應卻沒有實行承諾，先是將統增夫妻關在原本筑紫家屬地的武藏城中，後暫時被收押在筑後北關，8月11日又被轉送至肥後吉松町遭受嚴謹的監視，之後跟隨撤退的島津軍被送到薩摩幽禁。

### 筑後三池郡小大名時期
天正15年（1587年）統增之兄立花宗茂因為去年擊退了島津軍守住立花山城並攻下高鳥居城且奪回岩屋寶滿二城而受到豐臣秀吉讚賞，於4月宗茂派了家臣薦野增時和十時連貞深入島津家領地的薩摩祁答院救出了統增夫妻。
終於，島津家因為豐臣秀吉的九州征伐而降服，秀吉對這期間奮戰有功的立花宗茂給予筑後柳川8萬石的俸祿，並且感念紹運之死也給了統增1萬8千石於筑後三池的領地同樣獨立為大名。
不久之後，九州肥後因為新領主佐佐成政的失政而爆發肥後一揆動亂，此時統增隨宗茂一同出戰鎮壓，脫去前年的屈辱一轉成為一名出色的勇將，率領騎馬鐵砲隊一起創下了一日連戰13場並攻破七個敵寨的戰績。
天正16年（1588年）4月14日，豐臣秀吉於聚樂第迎接後陽成天皇時，統曾擔任了供奉的職務。翌年接受敘任從五位下・民部少輔的官職。
文祿元年（1592年）統增和宗茂作為征朝鮮部隊第六軍配屬於小早川隆景的軍陣中，轉戰於朝鮮全羅道。同時統增隨兄長一同改名而改稱宗一，幾年後又改名重種。
此文祿之役初期參與第一次、第二次錦山之戰等戰事中隨兄長宗茂防戰有功。翌年明朝軍隊來援朝鮮於平壤擊敗日軍第一軍的小西行長，當時的統增位於朝鮮京城，聽聞位於平壤南方鎮守牛峰前線的宗茂等日軍將領被敵軍俘虜的誤傳情報，果敢的率軍前往救援。宗茂和統增兩軍合兵3千與退却的小西行長聯絡，得知明軍追擊在後，宗茂便和統增將軍隊分為5隊潛伏，奇襲了明軍7～8千的追兵使之暫時停止追擊，是為龍泉之戰。
之後統增作為京城巡邏隊遭遇明軍而奮力抵抗，更於碧蹄館之戰和宗茂作為先鋒奮勇衝殺於明軍陣中，得到豐臣秀吉讚賞的戰功感狀，之後參加第二次晉州城之戰前驅散咸安、宜寧朝鮮援軍的作戰。
第二次朝鮮派兵的慶長之役中於慶長2（1597年）7月7日的加德島之戰、以及日軍撤退的露梁海戰皆奮戰有功。

### 關原之戰、改仕德川家時期
關原之戰期間，和宗茂一同於加入西軍，參加伏見城之戰、大津城之戰，但因西軍戰敗而一同遭受改易，一時暫住肥後加藤清正的領地八代一處，不久入佛門取道號宗卜道白，之後移住京都北山。幾年後因為宗茂受到德川秀忠的賞識而被封於陸奧棚倉之後，統增也被給予常陸國筑波郡柿岡5千石而成為德川家旗本武士。這段期間也入門擔任將軍家劍術指南役的柳生宗矩門下學習新陰流劍術，開創「新陰治源流」。
慶長17年（1612年）7月7日統增的四男忠茂出生，過繼給了沒有子嗣的兄長宗茂，往後成為柳川立花藩第二代當主。慶長18年（1613年）1月29日，因為本多正信的一席話：“貴公是有名的立花宗茂殿下之弟，考不考慮將姓氏改為立花呢？”此後統增改稱為「立花直次」。慶長19年（1614年）直次參與了大坂冬以及翌年的大坂夏之戰，作為旗本武士和宗茂一同防護德川秀忠。

## 墓所、死後
最後於元和3年（1617年）7月19日於江戶下谷屋敷因病逝去，行年46歲。法名「大通院殿玉峯道伯大居士」遺骸葬於下谷廣德寺。其子立花種次回歸三池大名後則建立紹運寺，境內亦立有統增墓石。
元和7年（1621年）統增之子種次繼伯父宗茂復歸於筑後柳川後也回歸三池為大名拜領1萬石，子孫延續到明治末期。
寛政元年（1789年）12月，三池藩第六代藩主立花種周則在紹運寺中建立藩祖立花直次的彰顯碑。
於天保6年(1835年）7月5日受贈神號「玉峰靈神」，現今在福岡縣大牟田市有三笠神社與父親高橋紹運、母親宋雲院合祀，作為武勇之神受人民崇敬。

## 逸話、人物評
- 7月28日，島津軍逼近寶滿城並進行投降勸告，高橋家臣和筑紫家臣對此議論，此時北原種興開口說了：“紹運公以下，在岩屋城的夥伴們都為義戰死了，如今我們怎能苟活，應當死戰才是我等願望！”但是伊藤源右衛門又說：“往昔，源賴朝公由蛭島急速竄起滅了平家。此度也將不是統增公的末路，定會有天運再來之時，我等殘存之人應當陪同統增公支持到那時候！”之後源右衛門對著島津家的使者說：“如能答應讓統增公夫婦以及紹運公夫人安全抵達立花山城的和議的話，我方才將開城，如果不答應，我等將與之死戰！”島津軍雖然答應了，卻在8月6日包圍了前往立花山城的統增一行人，將其送到天拜山武藏村的帆足彈正屋敷中軟禁，源右衛門對此憤慨的說了：“在弓矢面前給予空噓的承諾，這就是島津家的習慣嗎！？”不禁留下悔恨的眼淚...高橋家臣對此屈辱之事憤懣不滿，就在一行人被押送到武藏村之時，有一隻雉雞飛起橫越過路，今村五郎兵衛見狀瞬間拔起四尺六寸的大刀將其一刀兩斷，島津將士見此神速的刀法無不啞然，今村完全表達了不滿的氣概...

- 九州征伐過後，豐臣秀吉進行論功行賞分封領地。此時秀吉對統增說道：“經歷了很多辛苦危難對吧?因你父紹運所立下的忠功實在令人讚嘆，此度給予你三池的領地，希望今後能和你兄宗茂一同效忠立功。”

- 於肥後一揆討伐作戰期間，這時的宗茂和統增，有如當年立花道雪和高橋紹運以「奇正戰法」聯合於戰陣中，並且統增將兄長宗茂視為老師一般的存在，對其極為尊敬。

- 朝鮮派兵的文祿之役，於戰事中途明朝軍隊來援朝鮮，日軍1號隊小西行長在平壤城被擊敗，當時的統增位於朝鮮京城，聽聞位於平壤南方鎮守牛峰前線的宗茂等日軍將領被敵軍俘虜的誤傳情報後，果敢的率軍前往救援。宗茂對統增率軍前來助陣大為欣喜，於是兩軍合兵3千與退却的小西行長聯絡，得知明軍追擊在後，原想快速撤退京城，此時統增卻說：“兄長，就這麼退却好嗎?難道不和敵人交手一戰嗎?”宗茂聽後評估情勢認為可行，便和統增將軍隊分為5隊潛伏，奇襲了明軍7～8千的追兵使之暫時停止追擊，是為龍泉之戰。

- 宗茂對於統增時常伴隨身邊，甚至殺出血路給予援助，以及常於先陣作戰給予讚賞，並且非常自傲有如此的弟弟。對此統增回應宗茂說：“我只是相信著兄長，認為兄長能夠給予最正確的指示，然後自身盡力去實行完成罷了”宗茂對此非常的感到欣慰。《淺川聞書》中記載立花宗茂對其弟高橋統增的評價：“世間上並沒有如主膳（統增）般的大剛之人。”[36]

- 從父親紹運處得到了名刀・仁王三郎清綱[37]。

## 附記
麻生太郎（日本內閣總理大臣（第92代）、自由民主黨總裁（第23代））是為其末裔。